# Gerhard Sörgel
Gerhard Sörgel (* 24. Juli 1935 in Leipzig) ist ein deutscher Maschinenbauingenieur und emeritierter Professor.

## Leben
Sörgel besuchte bis 1953 die Thomasschule zu Leipzig und studierte anschließend bis 1959 Maschinenbau an der Technischen Hochschule Dresden. Ab 1959 arbeitete er in der Forschungs- und Versuchsanstalt für Strömungsmaschinen in Dresden und war von 1961 bis 1992 als Assistent beziehungsweise Oberassistent am Institut für Thermodynamik tätig. Er promovierte 1967 in Dresden zum Thema Untersuchungen am schaufellosen und beschaufelten Diffusor einer Radialgebläsestufe. Im Jahr 1980 folgte die Promotion B, die 1991 zur Habilitation umgewandelt wurde. Sörgel war ab 1992 Professor für Dampf- und Gasturbinen am Institut für Energiemaschinen und Maschinenlabor. Von 1997 bis zu seiner Emeritierung im Jahr 2000 war er zudem Dekan der Fakultät Maschinenwesen; seine Professur wurde 2000 in „Professur für Thermische Energiemaschinen und -anlagen“ umbenannt.

## Werke
- Untersuchungen am schaufellosen und beschaufelten Diffusor einer Radialgebläsestufe, Dissertation, 1967
- Turbomaschinen im Kraftwerk – Konstruktion und Betrieb
- Fluidenergiemaschinen, Kältemaschinen und Wärmepumpen, Band 4, Fachwissen des Ingenieurs, 1987
- Grundlagen der Turbomaschinen, 1994/95